# 1984 (For the Love of Big Brother)
1984 (For the Love of Big Brother) album je britanskog sastava Eurythmics snimljen za film 1984., a po romanu 1984. George Orwella.

## Popis pjesama
Sve pjesme napisali su Annie Lennox i David A. Stewart.
1. "I Did It Just the Same" - 3:28
2. "Sexcrime (Nineteen Eighty-Four)" - 3:58
3. "For the Love of Big Brother" - 5:05
4. "Winston's Diary" - 1:22
5. "Greetings from a Dead Man" - 6:13
6. "Julia" - 6:40
7. "Doubleplusgood" - 4:40
8. "Ministry of Love" - 3:47
9. "Room 101" - 3:50